# Steinunn Björnsdóttir
Steinunn Björnsdóttir (født 10. marts 1991 i Reykjavík, Island) er en kvindelig islandsk håndboldspiller som spiller for Fram og Islands kvindehåndboldlandshold.

## Meritter

### Fram
- Úrvalsdeild kvenna:
  - Vinder (3): 2013, 2017, 2018
- Islandske pokalturnering:
  - Vinder (3): 2010, 2011, 2018
- Islandske ligacup:
  - Vinder (5): 2010, 2013, 2015, 2016, 2017